# Мартас-Віньярд
Мартас-Віньярд (англ. Martha's Vineyard, що перекладається як «виноградник Марти») — острів за 6 км від мису Кейп-Код на південному сході штату Массачусетс. Довжина 32 км, ширина від 3 до 16 км, висота до 95 метрів. Відноситься до округу Дюкс.

## Історія
Повз острів, ймовірно, пропливали всі перші дослідники узбережжя Нової Англії. Перше ж документальне свідчення про нього датується 1602 роком і належить британським мореплавцям Варфоломію Госнолду і Габріелю Арчеру, які назвали острів на честь померлої в дитинстві дочки Госнолда, Марти (втім, теща мореплавця носила те ж ім'я).
Колонізація острову почалася в 1642 році під керівництвом Томаса Мейхью, який роком раніше викупив Мартас-Віньярд разом із прилеглим Нантакетом у Плімутської колонії. До 1692 року острів відносився до провінції Нью-Йорк.
Корінні жителі — індіанці вампаноаги — були витіснені на південно-західний край острова. У 1642 році їх чисельність становила приблизно 3000 чоловік, до 1764 року вона впала до 313.
З початку XVIII століття до 1952 року на острові був поширена особлива місцева жестова мова, яка полегшувала спілкування між глухими і нормально чуючими жителями.
У 1671 р на східному узбережжі було засновано місто Едгартаун, яке стало найбільшим центром переробки китового жиру. До початку XIX століття все острівне господарство було орієнтовано на китобійний промисел. У 1799 р був зведений маяк, що нині входить до переліку історичних пам'яток США.

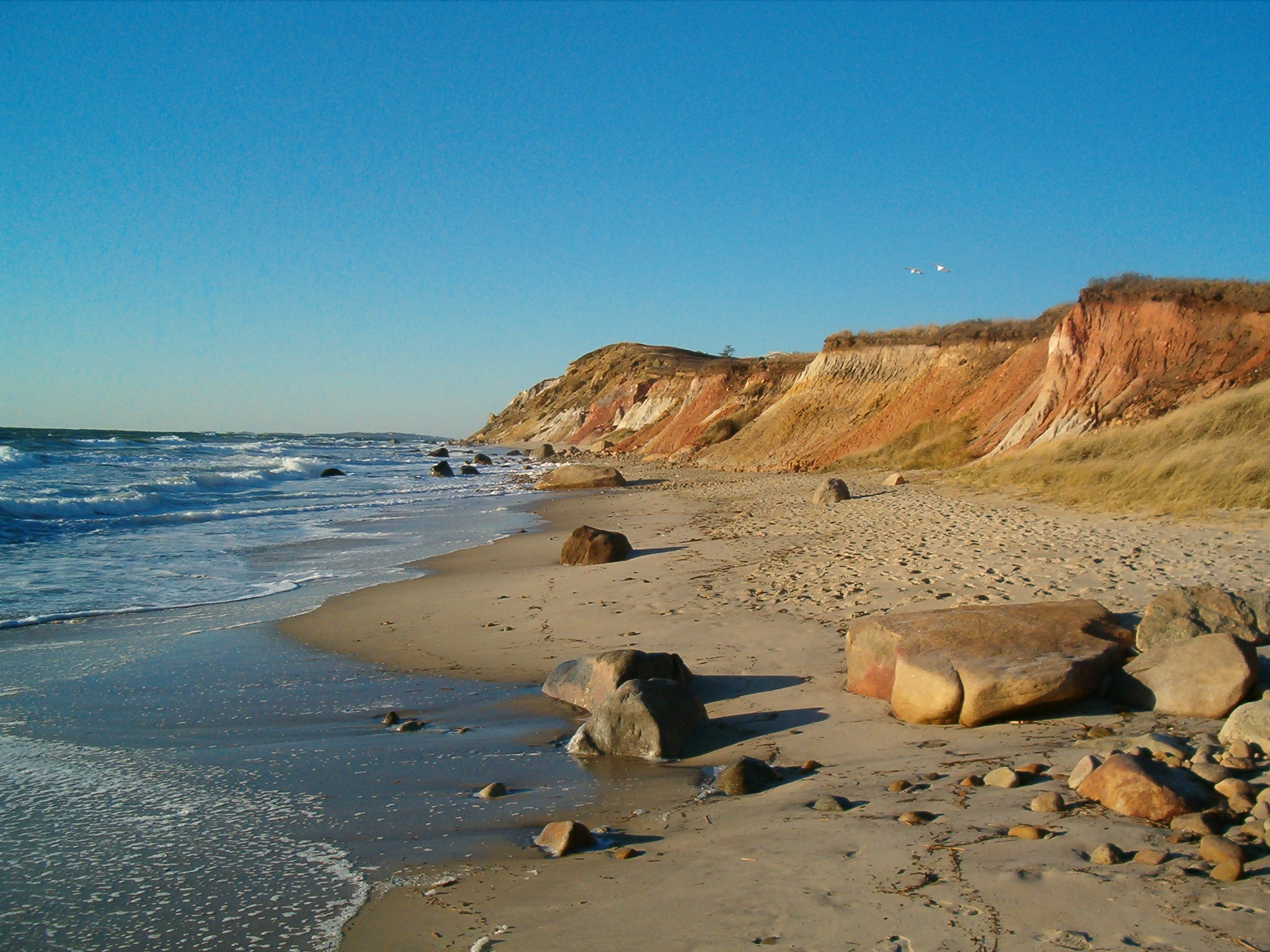
На узбережжі.

У XX столітті Мартас-Віньярд, зберігаючи незвичайний для цієї частини США патріархальний уклад і незайману природу, став улюбленим місцем відпочинку нью-йоркців і мешканців Бостону. Якщо постійне населення острова становить близько 15 тис. чоловік, то влітку воно збільшується до 75 тис. Приблизно 56 % з 14621 будинків на острові населені лише влітку.
Крім голлівудських знаменитостей, на острові влаштувалися сім'я Кеннеді і подружжя Клінтонів.
У 1969 році Мартас-Віньярд потрапив в новини в зв'язку з тим, що автомобіль, керований сенатором Едвардом Кеннеді, впав в канал, в результаті чого загинула супутниця Кеннеді. У 1999 р при аварії приватного літака біля берегів острова загинув Джон Кеннеді-молодший (син президента) з дружиною.
У 1974 році острів виступав як знімальний майданчик  — вигаданий острів Еміті (Amity Island) — при зйомках знаменитого кінофільму Стівена Спілберга «Щелепи». Саме на пляжах Віньярду знімалися сцени нападу акули, а також відправлення човна Квінта «Орка» на полювання за морським хижаком.
У 1977 році через втрату постійного місця у Верховному Суді штату жителі Мартас-Віньярд розглядали можливість відокремитися від Массачусетсу. Вермонт і Гаваї запропонували острову увійти до їх складу, також можна було стати окремою територією або утворити 51-й штат США. Хоча відділення було визнано недоцільним, прапор сепаратистів (блакитна чайка над помаранчевим диском на блакитному тлі) дотепер можна побачити на острові.
У 1982 році на кладовищі Abel's Hill в Чилмарці був похований померлий в Лос-Анджелесі від передозування комедійний актор Джон Белуші. Він часто бував на острові, і його родина вважала Мартас-Віньярд відповідним для його поховання. Могила його часто відвідується, але якраз через це і побоювання вандалізму тіло актора перепоховано десь поблизу.
З 2009 року на острові проводив відпустку з сім'єю президент США Барак Обама У грудні 2019 року президент Барак Обама купив садибу на Великому ставку в Едгартауні.

## Транспорт
Дістатися до острова можна на поромі або на літаку через аеропорт Мартас-Він'ярд.

## Сусідні острови
- Нантакет
- Номанс-Ленд
- Острови Елізабет